# Коклин, Василий Павлович
Василий Павлович Коклин (20 января 1883, Москва — 5 апреля 1938, Бутовский полигон) — священник Русской православной церкви.
Канонизирован Архиерейским собором Русской православной церкви 13—16 августа 2000 года.
Дни памяти: первое воскресенье перед 7 февраля (Собор Новомучеников и Исповедников Российских), 5 апреля (день мученической кончины).

## Биография

### Детство, юность
Василий Коклин родился в Москве 20 января 1883 года.
Имел среднее образование. Окончил четырехклассное городское училище.
Участвовал в Первой мировой войне с 1915 по 1918 гг.
Вернувшись с фронта, Василий Павлович помогал отцу в торговле. Сам Коклин имел торговую палатку на Зацепском рынке с 1922 по 1927 гг.

### Служение, арест, мученическая кончина
В 1927 году Василия Коклина рукополагают сначала во диаконы, а потом и в иереи. В том же году назначен клириком Храма иконы Божией Матери «Знамение» в село Перово, где прослужил до 1938 года.
21 января 1938 года арестован вместе с группой духовенства, служившего в храмах Ухтомского района Московской области и заключен в Таганскую тюрьму.
Фрагмент допроса священника Василия Коклина: 

— Следствием установлено, что вы, состоя членом контрреволюционной организации, руководителем которой являлся благочинный Воздвиженский, вели активную контрреволюционную деятельность. Признаете ли вы это?
— Нет, это я отрицаю.
— Следствием установлено, что вы выражали пораженческие настроения по отношению к советской власти. Признаете ли вы это?
— Нет, это я отрицаю и виновным себя в контрреволюционной деятельности не признаю.

Поскольку отец Василий отказывался признать себя виновным, ему устроили очную ставку со священником той же церкви, где он служил, Сергием Сахаровым, согласившимся после ареста давать нужные следствию показания:

— Сергей Николаевич Сахаров подтверждает, что вы являетесь членом контрреволюционной группы духовенства, руководителем которой был Владимир Федорович Воздвиженский, и вели активную борьбу против советской власти. Признаете ли вы это?
— Нет, это я отрицаю.

Тройка НКВД приговорила священника Василия Коклина к расстрелу 15 марта 1938.
Расстрелян на Бутовском полигоне 5 апреля 1938 года.

### Канонизация
На Архиерейском соборе Русской православной церкви 13—16 августа 2000 года священника Василия Коклина канонизировали в лике священномученика.
Дни памяти: первое воскресенье перед 7 февраля (Собор новомучеников и исповедников Церкви Русской), 5 апреля (день мученической кончины).